# Mena Colles
I Mena Colles sono una struttura geologica della superficie di Venere.